# Hieracium portanum
Lo sparviere di Porta  (nome scientifico  Hieracium portanum  Belli, 1904) è una specie di pianta angiosperma dicotiledone della famiglia delle Asteraceae.  Hieracium portanum  è anche l'unica "specie principale" italiana appartenente alla sezione Hieracium sect. Pannosa   (Zahn) Zahn.

## Etimologia
Il nome del genere deriva dalla parola greca hierax o hierakion (= sparviere, falco). Il nome del genere è stato dato inizialmente dal botanico francese Joseph Pitton de Tournefort (1656 - 1708) rifacendosi probabilmente ad alcuni scritti del naturalista romano Gaio Plinio Secondo (23 - 79) nei quali, secondo la tradizione, i rapaci si servivano di questa pianta per irrobustire la loro vista. L'epiteto specifico (portanum) è stato dato in onore di P. Porta (1832 - 1923) parroco e florista di Cologna.
Il nome scientifico della specie è stato definito dal botanico Carlo Saverio Belli (1852-1919) nella pubblicazione " Fiori & Paol. Fl. Anal. Ital." (3: 472) del 1904. Il nome scientifico della sezione è stato definito dal botanico Karl Hermann Zahn (1865-1940).

## Descrizione
Habitus. La forma biologica prevalente è emicriptofita scaposa (H scap), ossia in generale sono piante erbacee (e aromatiche), a ciclo biologico perenne, con gemme svernanti al livello del suolo e protette dalla lettiera o dalla neve, inoltre spesso hanno l'asse fiorale eretto e privo di foglie (piante scapose), oppure le foglie basali sono assenti alla fioritura (piante afillopode o anche pseudofillopode). Tutte le specie del gruppo sono provviste di latice; inoltre i peli ghiandolari sono scarsi, più abbondanti sono quelli semplici dentati e piumosi e formano un feltro (i fusti, i peduncoli dei capolini e le brattee dell'involucro a volte possono presentarsi glabre).
Fusto. I fusti, in genere eretti e ascendenti, sottili ma robusti. Le radici in genere sono di tipo fittonante. Queste piante arrivano ad una altezza di 40 – 60 cm.
Foglie. Sono presenti solamente le foglie cauline (da 5 a 8) con disposizione alterna. La forma è oblungo-lanceolata (fino a strettamente ellittiche). Le lamine sono intere o dentate; sono picciolate. La superficie può essere ricoperta da peli semplici o ramificati.
Infiorescenza. La sinflorescenza è del tipo racemoso-paniculata o forcato-paniculata con 1 - 3 rami. L'acladio è di 3 – 5 cm. L'infiorescenza è composta da uno o più capolini terminali peduncolati sottesi da 2 - 4 brattee nerastre. I capolini, solamente di tipo ligulifloro, sono formati da un involucro composto da diverse brattee (o squame) all'interno delle quali un ricettacolo fa da base ai fiori ligulati. L'involucro ha una forma più o meno emisferica ed è formato da due serie di brattee. Le brattee sono colorate di verde-nerastro. Il ricettacolo, alla base dei fiori, è dentato sugli alveoli ed e nudo (senza pagliette). Dimensione dell'involucro: 12 – 14 mm.
Fiori. I fiori, tutti ligulati, sono tetra-ciclici (ossia sono presenti 4 verticilli: calice – corolla – androceo – gineceo) e pentameri (ogni verticillo ha in genere 5 elementi). I fiori sono ermafroditi, fertili e zigomorfi.
- Formula fiorale:

*/x K {\displaystyle \infty }, [C (5), A (5)], G 2 (infero), achenio
- Calice: i sepali del calice sono ridotti ad una coroncina di squame.
- Corolla: le corolle sono formate da un tubo e da una ligula terminante con 5 denti; il colore è giallo; la superficie è glabra. I dentelli apicali sono cigliati. Dimensioni delle ligule: larghezza 2 mm; lunghezza 15 – 20 mm.
- Androceo: gli stami sono 5 con filamenti liberi, mentre le antere sono saldate in un manicotto (o tubo) circondante lo stilo.[14] Le antere alla base sono acute. Il polline è tricolporato.[15]
- Gineceo: lo stilo giallo è filiforme e peloso sul lato inferiore; gli stigmi dello stilo sono due divergenti. L'ovario è infero uniloculare formato da 2 carpelli. La superficie stigmatica è interna.[16]
- Antesi: da luglio ad agosto.

Frutti. I frutti sono degli acheni con pappo. Gli acheni hanno una forma da oblunga a obovoide-obconica con apice troncato e privi di becco (non sono compressi); in alcuni casi gli acheni sono provvisti di coste longitudinali. Il colore degli acheni è castano-chiaro. Il pappo si compone di peli semplici grigiastri, scabri o barbati (non piumosi). Raramente il pappo è assente. Dimensione degli acheni: 3 –4 mm.

## Biologia
Impollinazione: l'impollinazione avviene tramite insetti (impollinazione entomogama tramite farfalle diurne e notturne).
Riproduzione: la fecondazione avviene fondamentalmente tramite l'impollinazione dei fiori (vedi sopra).
Dispersione: i semi (gli acheni) cadendo a terra sono successivamente dispersi soprattutto da insetti tipo formiche (disseminazione mirmecoria). In questo tipo di piante avviene anche un altro tipo di dispersione: zoocoria. Infatti gli uncini delle brattee dell'involucro si agganciano ai peli degli animali di passaggio disperdendo così anche su lunghe distanze i semi della pianta.

## Distribuzione e habitat
Geoelemento: il tipo corologico (area di origine) è Orofita / Sud Est Europeo / Anfi-Adriatico (Calabria e Serbia).
Distribuzione: in Italia questa specie è molto rara e si trova in Calabria. Nel resto dell'Europa si trova nella Penisola Balcanica.
Habitat: l'habitat preferito per queste piante sono le rupi calcaree e i pendii rupestri.
Distribuzione altitudinale: sui rilievi alpini, in Italia, queste piante si possono trovare fino a 1.900 - 2.200 m s.l.m..

### Fitosociologia
Per l'areale italiano Hieracium portanum appartiene alla seguente comunità vegetale:
Macrotipologia: vegetazione casmofitica, glareicola ed epifitica
Classe: Asplenietea trichomanis (Br.-Bl. in Meier & Br.-Bl. 1934) Oberdorfer, 1977
Ordine: Potentilletalia caulescentis Br.-Bl. in Br.-Bl. & Jenny, 1926
Alleanza: Saxifragion australis Biondi & Ballelli ex Brullo, 1984
Descrizione. L'alleanza Saxifragion australis è relativa alle comunità rupestri che si sviluppano su rocce calcaree e dolomitiche dell’Appennino centrale e meridionale e della Sicilia orientale, dal piano collinare a quello subalpino in condizioni umide e fresche.
Specie presenti nell'associazione: Campanula tanfanii, Campanula pollinensis, Saxifraga stabiana, Saxifraga callosa, Trisetum bertolonii, Thymus striatus, Potentilla caulescens, Potentilla apennina, Rhamnus pumilus, Artemisia eriantha, Silene acaulis, Achillea lucana, Asperula calabra, Hieracium portanum, Hieracium pollinense, Edraianthus graminifolius, Edraianthus graminifolius, Draba aizoides, Festuca alfrediana e Galium palaeoitalicum.

## Tassonomia
La famiglia di appartenenza di questa voce (Asteraceae o Compositae, nomen conservandum) probabilmente originaria del Sud America, è la più numerosa del mondo vegetale, comprende oltre 23.000 specie distribuite su 1.535 generi, oppure 22.750 specie e 1.530 generi secondo altre fonti (una delle checklist più aggiornata elenca fino a 1.679 generi). La famiglia attualmente (2021) è divisa in 16 sottofamiglie.

### Filogenesi
Il genere di questa voce appartiene alla sottotribù Hieraciinae della tribù Cichorieae (unica tribù della sottofamiglia Cichorioideae). In base ai dati filogenetici la sottofamiglia Cichorioideae è il terz'ultimo gruppo che si è separato dal nucleo delle Asteraceae (gli ultimi due sono Corymbioideae e Asteroideae). La sottotribù Hieraciinae fa parte del "quinto" clade della tribù; in questo clade è posizionata alla base ed è "sorella" al resto del gruppo comprendente, tra le altre, le sottotribù Microseridinae e Cichoriinae. Il genere  Hieracium (insieme al genere Pilosella) costituisce il nucleo principale della sottotribù Hieraciinae e formano (insieme ad altri generi minori) un "gruppo fratello" posizionato nel "core" delle Hieraciinae.
Il genere Hieracium è un genere estremamente polimorfo con maggioranza di specie apomittiche. Di questo genere sono descritte circa 1000 specie sessuali e oltre 3000 specie apomittiche, delle quali circa 250 e più sono presenti nella flora spontanea italiana. Alcuni taxon collegati alle varie specie del genere sono sottospecie, altri sono considerati aggregati (o inclusi), e altri ancora sono considerati "intermediari" (o impropriamente ibridi in quanto queste specie essendo apomittiche non si incrociano e quindi non danno prole feconda) con altre specie. A causa di ciò si pongono dei problemi di sistematica quasi insolubili e per avere uno sguardo d'insieme su questa grande variabilità può essere necessario assumere un diverso concetto di specie. Qui in particolare viene seguita la suddivisione del materiale botanico in sezioni così come sono elencate nell'ultima versione della "Flora d'Italia".
La specie di questa voce è descritta all'interno della sezione XI, Hieracium sect. Pannosa   (Zahn) Zahn, i cui caratteri principali sono:
- i peli ghiandolari sono scarsi, più abbondanti sono quelli semplici dentati e piumosi e formano un feltro;
- i fusti, i peduncoli dei capolini e le brattee dell'involucro a volte si presentano glabre;
- il tipo delle piante è fillopode o anche pseudofillopode;
- il colore degli acheni è castano-chiaro.

L'indumentum è uno degli elementi più importanti per distinguere le varie specie.   H. portanum  è caratterizzata dalla seguente pubescenza:
| Tipo peli        | Caule                                                                           | Foglie                                 | Peduncoli dei capolini                                                     | Brattee involucrali                   |
| ---------------- | ------------------------------------------------------------------------------- | -------------------------------------- | -------------------------------------------------------------------------- | ------------------------------------- |
| Peli semplici    | Dal basso: sempre meno densi, lunghi 2 – 5 mm, dentato-piumosi, molli e bianchi | Densi (soprattutto lungo le nervature) | Sparsi                                                                     | Densi                                 |
| Peli ghiandolari | Sparsi, lunghi 0,1 mm                                                           | Assenti                                | Sparsi, lunghi 0,4 - 0,5 mm, sottili con peduncoli neri e ghiandole gialle | Sparsi, lunghi 0,5 - 0,8 mm e sottili |
| Peli stellati    | Assenti                                                                         | Assenti                                | Da sparsi a densi                                                          | Solamente sugli apici                 |

### Specie simili
Una specie molto simile è Hieracium gymnocephalum Griseb. ex Pant.; infatti i caratteri della specie di questa voce sono più simili a H. gymnocephalum che a H. heterogynum. Sono tutte specie di origine balcanica. La presenza in Italia meridionale di H. portanum è dovuta probabilmente ad una migrazione transadriatica.